# L'art pour l'art
L'art pour l'art is een Franse slogan uit de vroege 19e eeuw, letterlijk vertaald als 'de kunst om de kunst'.
Het is een kunstopvatting die stelt dat de enige doelstelling van kunst intrinsiek is. Een kunstwerk komt autonoom tot stand en heeft geen morele, didactische of utilitaristische functie. De kunstenaar kent zichzelf geen andere drijfveren toe dan het scheppen van een kunstwerk. Hiermee nauw verbonden is het estheticisme, dat inhoudt dat de kunstenaar als enig doel heeft het scheppen van schoonheid.  
Ook als maatstaf in de beoordeling van kunst werd het principe "L'art pour l'art" toegepast. Het is formalistisch van aard, dat wil zeggen dat het kunstwerk moet worden beoordeeld op grond van kwaliteiten die in het werk aanwezig zijn, bijvoorbeeld technische aspecten. Hierdoor komt het kunstwerk op zichzelf te staan, los van een expressief geladen input van de kunstenaar, of van betekenis naar de toeschouwer, het wordt als autonoom bekeken. 

## Europese literatuur
In de Franse literatuur in de 19e eeuw was het Théophile Gautier die de term "l'art pour l'art" als eerste geijkt heeft in zijn roman Mademoiselle de Maupin (1834). Zijn dichtbundel Emaux et Camées (1852) vormt de inspiratiebron van de dichtersgroep Parnasse (met onder anderen Leconte de Lisle en Sully Prudhomme). Voor hen was "l'art pour l'art" een belangrijk uitgangspunt. In de Engelse literatuur werd de slogan "art for art's sake" in 1868 voor het eerst gebruikt door zowel Walter Pater (in een kritiek gewijd aan poëzie van William Morris) als Algernon Charles Swinburne (in William Blake: A Critical Essay). In de Duitse literatuur heeft Stefan George "kunst für die kunst" gemaakt tot uitgangspunt van zijn werk en dat van de 'George-Kreis' om hem heen.
De Tachtigers, met name Willem Kloos en Lodewijk van Deyssel, introduceerden "l'art pour l'art" in de Nederlandse literatuur als aanduiding van hun estheticisme, vooral als reactie op de sterk didactische inslag van de poëzie van de toen populaire 'dominee-dichters'. Het afzien van een 'boodschap' aan de lezer kan gezien worden als een onmaatschappelijke houding van de kunstenaar. Die uit zich in een andere slogan van de Tachtigers: "kunst is de allerindividueelste expressie van de allerindividueelste emotie", waarmee gezegd is dat de kunstenaar met niets of niemand anders te maken heeft dan met zichzelf. Na enige tijd kwamen de meeste Tachtigers, onder wie Frederik van Eeden, Herman Gorter en Albert Verwey, tot de conclusie dat zij een morele basis (niet per se een 'les' of boodschap, maar wel een betekenis) onontbeerlijk achtten bij het scheppen van een literair werk. Het verschil van inzicht dat hierdoor ontstond luidde het uiteenvallen in van de beweging van Tachtig, die "l'art pour l'art" als een van haar centrale uitgangspunten had gepropageerd.      

## Voetnoten
1. ↑  "L'art pour l'art betekent voor de ingewijden een werk dat los staat van alle andere preoccupaties dan die van de Schoonheid op zichzelf." Zie: David Reijser, Een telkens nieuwe Oudheid. Of: hoe Tiberius in New Jersey belandde, 2017, p. 337